# Diego Rivera: I Paint What I See
Diego Rivera: I Paint What I See è un documentario del 1992 diretto da Mary Lance e basato sulla vita del pittore messicano Diego Rivera.